# Ninlil

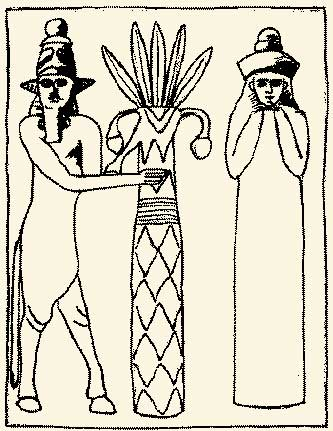
Dibujo de Enlil y Ninlil extraído de una decoración mural de Susa. El Señor Enlil (con pezuñas y cuernos del Dios Toro) y la Señora Ninlil. Segunda mitad del II milenio a. C., Museo del Louvre, París. Ladrillos cocidos, altura: 137 cm.

Ninlil o Sud, para los antiguos sumerios, era la "diosa o señora del aire" y consorte de Enlil, hija de Haia y Nunbarsegunu o Ninshebargunnu. Su nombre era Sud, pero al unirse a Enlil pasó a ser Ninlil. A veces es mencionada como hija de An y Nammu. Vivía en Dilmun y según cuenta el texto de "Enlil y Ninlil", ella fue violada por Enlil cuando se bañaba en el río desnuda. Hay quienes le han asociado al origen de Lilith o Lilitu.

## Sud se convierte en Ninlil
Según el Casamiento de Sud y Enlil, estando en el dormitorio, en la cama florida y con fragancia al bosque de cedros, Enlil, le hizo el amor, y fue un gran placer para él. Así Enlil le subió a una tarima e hizo que la gente rezara por ella. El Señor cuyos decretos eran poderosos, había decidido un destino para Nintu: "La Señora que da nacimiento (...), mujer orgullosa, que sobrepasas las montañas, tú que siempre cumples sus deseos, de ahora en adelante, Enlil será tu rey y Ninlil tu reina. La diosa que no tenía nombre ahora lo tiene".